# La leggenda dei Drenai
La leggenda dei Drenai (Legend) è un romanzo fantasy di David Gemmell del 1984.
È il primo volume pubblicato della Saga dei Drenai, settimo su undici nell'ordine cronologico interno.

## Trama
La repubblica del Drenai si trova a fronteggiare la peggiore minaccia della sua storia: il signore della guerra Ulric delle Teste di Lupo ha riunito per la prima volta tutte le tribù nomadi Nadir e, disattendendo qualsiasi tentativo di negoziato di pace da parte di lord Abalayn dei Drenai, conduce un'orda di oltre mezzo milione di guerrieri dalle steppe del Nord verso le pianure del Sud. Il passaggio obbligato è attraverso il passo protetto dall'imponente fortezza di Dros Delnoch, la cui guarnigione è ridotta a meno di diecimila uomini, di cui seimila reclute ed appena un migliaio di veterani della legione, e minata dalle diserzioni a causa dell'incompetenza del comandante, il gan Orrin.
I Nadir non possono essere fermati a Dros Delnoch, la sconfitta è inevitabile, ma è necessario resistere il più a lungo possibile per dare il tempo al generale Magnus il Tessitore di Ferite di ricostituire l'esercito Drenai, in buona parte smobilitato da Abalayn in quegli anni di pace, e poter contrastare efficacemente gli invasori in un secondo tempo. Per questo il conte Delnar, Guardiano del Nord, consumato dal cancro e prossimo alla morte, chiama a partecipare a questa impresa disperata i monaci-guerrieri dell'ordine dei Trenta e un caro e vecchio amico, Druss la Leggenda, con il quale quindici anni prima aveva combattuto nella gloriosa battaglia del Passo di Skeln e che già allora, da solo, aveva cambiato le sorti dello scontro.

## Ambientazione
La fortezza di Dros Delnoch è protetta da sei cerchia di mura, ognuna spessa sei metri e alta diciotto, la prima delle quali lunga quasi quattrocento metri.
Egel, il primo Conte di Bronzo, ha dato un nome ad ognuna delle mura:
- Il Muro Uno è denominato Eldibar, "esultanza". Così ne spiega il significato Antaheim, uno dei Trenta: «È il primo punto nel quale si incontra il nemico. È qua che si vedono gli uomini. Il potere scorre nelle vene dei difensori. Il nemico arretra di fronte al peso delle nostre spade e alla forza delle nostre braccia. Sentiamo, come accade agli eroi, il brivido della battaglia e il richiamo del nostro retaggio! Siamo esultanti!».[3]
- Il Muro Due è denominato Musif, "disperazione": «La paura ci attanaglia. Abbiamo visto morire molti amici a Eldibar, nelle nostri menti è ancora vivo il ricordo dei loro volti sorridenti. Non vogliamo fare la loro fine. Musif è la prova».[4]
- Il Muro Tre è denominato Kania, "speranza rinnovata".
- Il Muro Quattro è denominato Sumitos, "ardimento disperato": «Siamo stanchi, sfiniti. Combattiamo meccanicamente, per istinto e lo facciamo bene. Sono rimasti solo i migliori a cercare di arginare l'armata nemica».[5]
- Il Muro Cinque è denominato Valteri, "serenità": «Siamo scesi a patti con la nostra mortalità. Accettiamo il fatto che la morte è inevitabile e troviamo dentro di noi un coraggio che non abbiamo mai ritenuto possibile. Torneremo a essere di buon umore e saremo tutti fratelli. Resisteremo insieme contro il nemico comune, ci disporremo con gli scudi affiancati e la faremo pagare loro cara. Il tempo scorrerà più lentamente su quel muro. Assaporeremo le percezioni dei nostri sensi come se le scoprissimo di nuovo. Le stelle diventeranno gioielli di una bellezza incomprabile che non ci è mai capitato di vedere, e l'amicizia avrà un sapore mai provato prima».[5]
- Il Muro Sei è denominato Geddon, "morte".

## Personaggi

### I difensori
- Druss, conosciuto tra i Drenai come la Leggenda e il Capitano dell'Ascia, in Ventria come Druss che Invia, in Vagria l'Uomo con l'Ascia, in Lentria come l'Assassino Argenteo e fra i Nadir come Morte che Cammina.[6] Considerato «il più grande guerriero della sua epoca»,[7] riconosce che «ogni uomo ha il suo talento. Alcuni sono bravi a costruire, altri a dipingere, altri a scrivere e altri ancora a combattere. Per me è diverso. Ho sempre avuto una certa affinità con la morte»[8] Ma, pur essendo un implacabile portatore di morte, di se stesso può anche dire con assoluta sincerità: «Ho amato una brava donna e sono sempre stato fedele ai miei principi. Non ho mai compiuto un gesto crudele né riprovevole».[9] Ormai arrivato al suo sessantesimo anno di vita, sente tutto il peso della crescente divaricazione tra ciò che rappresenta e ciò che è diventato: «Puoi immaginare cosa significhi essere una leggenda... la dannatissima leggenda? [...] Ti fa sentire stanco. Ti prosciuga le forze quando dovrebbe alimentarle e questo perché non puoi mai permetterti di essere stanco. Sei Druss la Leggenda, sei invulnerabile. invincibile. Ridi del dolore. Puoi marciare in eterno. Puoi ribaltare le montagne con un pugno. [...] Sono un vecchio con la schiena artritica, un ginocchio debole e la mia vista non è più quella di un tempo. [...] Quando ero giovane e forte i graffi guarivano in fretta. Allora non sapevo cosa fosse la fatica e potevo combattere tutto il dannatissimo giorno. A mano a mano che sono invecchiato ho imparato a barare e a schiacciare un pisolino dove potevo. A usare l'esperienza maturata negli anni dove prima avrei impiegato la forza».[10]
- Regnak, detto Rek. Non ancora trentenne, è «alto, forte e con le spalle larghe», dagli «occhi grigio-azzurri [...] decisi, il mento volitivo e il corpo snello».[11] È stato cresciuto dal taverniere Horeb dopo la morte del padre durante le guerre contro i Sathuli e l'ha ripagato salvandogli la vita in un agguato di strada da parte di disertori vagriani. Ha prestato servizio onorevolmente nell'esercito presso Dros Corteswain,
- Virae. Figlia del Conte Delnar, è alta, dal fisico robusto, con capelli biondi ed occhi azzurri:[12] «non era una bellezza nel senso comune perché le sopracciglia erano troppo folte e dure, il mento squadrato e le labbra troppo piene, tuttavia in quei tratti c'era forza, coraggio e determinazione».[13]
- Orrin, gan di Dros Delnoch, nipote di Abalayn.
- Hogun, gan della legione. Guida il migliaio di soldati veterani presenti a Dros Delnoch. In passato ha condotto vittoriosamente ripetuti scontri con i Sathuli.
- I Trenta, o Templari Bianchi, costituiscono un ordine di monaci guerrieri, dotati di poteri sovrannaturali, votati alla ricerca di una «morte perfetta come contrappunto a una vita perfetta».[14] L'ordine viene ciclicamente distrutto in combattimento e rifondato da un membro destinato a questo compito.
  - Vintar, l'Abate delle Spade, l'"anima" dei Trenta. Vent'anni prima, quando i Trenta guidati da Magnar andarono consapevolmente incontro alla morte, fu il prescelto per rifondare l'ordine.
  - Serbitar, la "voce" dei Trenta. Albino, ventiseienne, dotato della «bellezza quasi mistica di un malato».[15] È stato affidato al tempio dei Trenta a tredici anni dal padre, il conte Drada di Dros Segril, dopo che questi aveva inutilmente tentato di ucciderlo, poiché considerava i suoi poteri d'origine maligna.[16]
  - Arbedark, il "cuore" dei Trenta. È il prescelto per sopravvivere all'inevitabile sacrificio e fondare un nuovo tempio, in Ventria.
  - Menahem, gli "occhi" dei Trenta.

### Gli invasori
- Ulric, signore della guerra della tribù delle Teste di Lupo. Non ancora quarantenne, nel giro di vent'anni è riuscito a creare un impero, riunendo le tribù Nadir e conquistando dozzine di regni minori. Si autodefinisce «un guerriero nato, con un popolo da proteggere e una nazione da costruire».[17]
- Nosta Khan, sciamano capo della tribù delle Teste di Lupo. Così vecchio da essere stato già al servizio del bisnonno di Ulric, possiede individualmente poteri superiori a quelli dei singoli membri dei Trenta, ma per poterli fronteggiare tutti insieme deve servirsi dell'aiuto di decine di accoliti.

## Edizioni
- David Gemmell, La leggenda dei Drenai, traduzione di Annarita Guarnieri, Fantacollana n. 86, Editrice Nord, 1989.
- David Gemmell, La leggenda dei Drenai, traduzione di Nicola Gianni, Collezione Immaginario Fantasy n. 6, Fanucci, 2003,  p. 376, ISBN 88-347-0961-6.